# آا، استونیا
آا، استونیا (به لاتین: Aa, Estonia) یک روستا در استونی با جمعیت ۱۹۰ نفر است که در دهستان لوگانوسه واقع شده‌است.